# Wilhelm Maak
Wilhelm Maak (* 13. August 1912 in Hamburg; † 6. Juni 1992 in Göttingen) war ein deutscher Mathematiker, der sich mit fastperiodischen Funktionen beschäftigte.

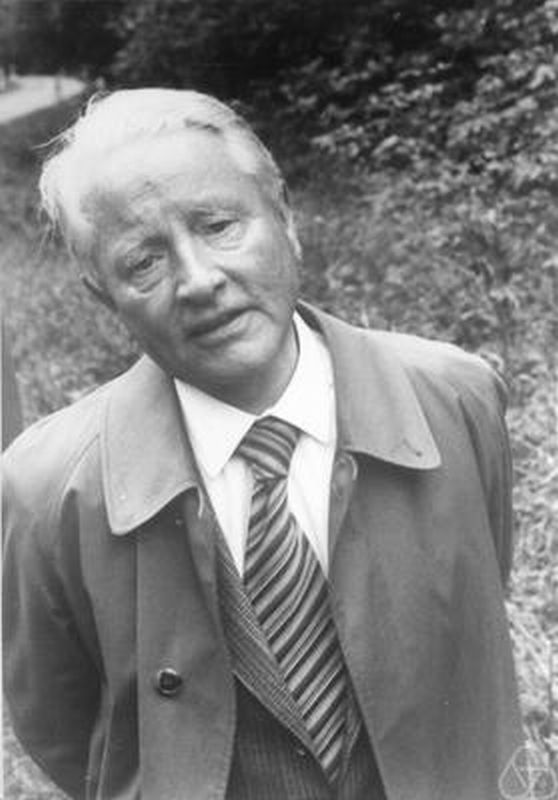
Wilhelm Maak in Göttingen 1982

## Leben
Maak studierte an der Universität Hamburg (und 1933 in Kopenhagen bei Harald Bohr), u. a. bei Erich Hecke, Emil Artin, Wilhelm Blaschke, Otto Schreier. 1936 wurde er in Hamburg bei Erich Hecke promoviert („Abstrakte fastperiodische Funktionen“). 1938 wurde er Assistent in Heidelberg. 1939 habilitierte er sich in Hamburg, wo er 1949 Privatdozent wurde. 1951/2 wurde er Professor an der Ludwig-Maximilians-Universität in München als Nachfolger von Oskar Perron. 1958 wurde er Professor in Göttingen, wo er 1977 emeritiert wurde.
In seiner Dissertation bewies er den Mittelwertsatz der Theorie fastperiodischer Funktionen auf Gruppen mit dem kombinatorischen Heiratssatz, den er unabhängig von Philip Hall entdeckte und bewies. Ab den 1950er Jahren übertrug er die Theorie fastperiodischer Funktionen auch auf Halbgruppen und untersuchte sie später in Zusammenhang mit Modulgruppen. 1951 dehnte er den Gleichverteilungssatz von Hermann Weyl und Leopold Kronecker auf nichtabelsche Gruppen aus.
Ab Ende der 1930er Jahre beschäftigte er sich unter dem Einfluss von Blaschke mit Integralgeometrie.
1960 war er Präsident der Deutschen Mathematiker-Vereinigung. 1962 wurde er zum ordentlichen Mitglied der Göttinger Akademie der Wissenschaften gewählt. Er war korrespondierendes Mitglied der Bayerischen Akademie der Wissenschaften. Zu seinen Doktoranden zählt Konrad Jacobs.

## Schriften
- Fastperiodische Funktionen. Springer, Grundlehren der Mathematischen Wissenschaften, 1950, 1967.
- Differential- und Integralrechnung. 4. Auflage. Vandenhoeck & Ruprecht, Göttingen 1969.
- Darstellungstheorie unendlicher Gruppen und fastperiodische Funktionen. In: Enzyklopädie der mathematischen Wissenschaften. 1953
- Integrale und Gruppen. In: Jahresbericht DMV 1935.